# Hôtel de ville de Sarlat-la-Canéda
L'Hôtel de ville de Sarlat se trouve sur la place de la Liberté de Sarlat-la-Canéda, en Dordogne, en région Nouvelle-Aquitaine, en France.

## Instauration du consulat
La ville s'était construite autour de l'abbaye Saint-Sauveur fondée au début du IXe siècle. Les bourgeois et Sarlat s'opposent à l'abbé depuis 1204 pour se faire reconnaître des privilèges. Ils désignent des représentants, les consuls, et instaurent le consulat en 1223. 
Au XIIIe siècle la ville se développe pour atteindre une population de 5 000 habitants. Dans cette recherche pour faire reconnaître leurs droits, les consuls de Sarlat s'allient avec ceux des villes de Figeac, Périgueux et Brive, en 1263. Pour se réunir en un lieu, les consuls achètent plusieurs maisons en 1273.
À côté de ce conflit, il existe un conflit entre les abbés et les moines depuis 1250 pour le choix de l'abbé. L'abbé de Sarlat Arnaud III de Stapon est assassiné en plein office, en 1273. L'indécision des moines pour désigner un nouvel abbé en 1285 va obliger l'évêque de Périgueux à le désigner. En 1316, l'abbé doit jurer devant notaire de ne prendre les décisions importantes qu'après en avoir informé les moines. Par la bulle du 13 août 1317 du pape Jean XXII, Salvator Noster, Sarlat devient le siège d'un évêché.
Dans son conflit avec les bourgeois de Sarlat, l'abbé demande, en 1290, l'appui du roi de France. Les officiers royaux s'installent alors dans la ville.
Après un long conflit avec l'abbé, le consulat est reconnu par l'abbé par la signature du Livre de la paix en 1298. L'abbé leur reconnaît le droit de consulat, de légiférer et de se réunir dans une maison commune. Ils peuvent administrer la ville et la défendre militairement. Les consuls partagent avec l'abbé le droit de justice et les impositions. La ville est administrée par quatre consuls assistés de vingt quatre conseillers, les jurats. Chaque consul représentait un quartier de la ville : Lendrevie, la Boucarie, la Mellougane et la Rigaudie.
Cette charte des coutumes est ratifiée par le roi Philippe IV en 1299. Cette charte fait perdre une partie de son pouvoir à l'abbé au profit des bourgeois et du roi. 
Cette charte des coutumes sera respectée jusqu'en 1789.
Les consuls ayant obtenu de l'abbé le droit de diriger les travaux publics, ils vont faire construire l'enceinte de la ville en pierre. L'enceinte actuelle est construite de la fin du XIIIe siècle au XIVe siècle. Ils doivent en assurer la garde des murs, des portes et des fossés.
À l'extérieur de cette enceinte vont se développer des faubourgs.

## Construction de l'hôtel de Ville
L'hôtel de Ville actuel a été reconstruit à l'emplacement de l'ancienne maison consulaire qui avait été bâtie au XIIIe siècle. 
C'est l'architecte, venant du Saintonge, Henry Bouyssou qui est l'auteur des plans et dirige les travaux, entre 1623 et 1625, pour une somme de 45 000 livres.
Les travaux sont réalisés sous la surveillance d'une commission présidée par François de Gérard, seigneur du Barry, conseiller du roi et lieutenant général du Périgord au siège de Sarlat.
En 1652, pendant la Fronde des princes, l'Hôtel de ville est occupé par les officiers de l'armée de Condé qui a pris la ville.
En 1775, la façade ouest est modifiée avec suppression des tourelles d'angle, ajout du clocher et du lanternon avec la transformation des arcades et des fenêtres par suppression des meneaux, ajout d'une travée et décor de bas-relief de grecques.
Après la Révolution, en 1790, les services municipaux s'installent dans les bâtiments de l'ancien palais épiscopal. le bâtiment est transformé en bazar, au rez-de-chaussée, et en club à l'étage.
En 1899, l'architecte Queille le restaure. En 1900, le député-maire Pierre Sarrazin l'inaugure et lui rend son usage d'hôtel de ville.
Les façades et toitures de l'Hôtel de Ville font l’objet d’un classement au titre des monuments historiques depuis le 11 avril 1947.

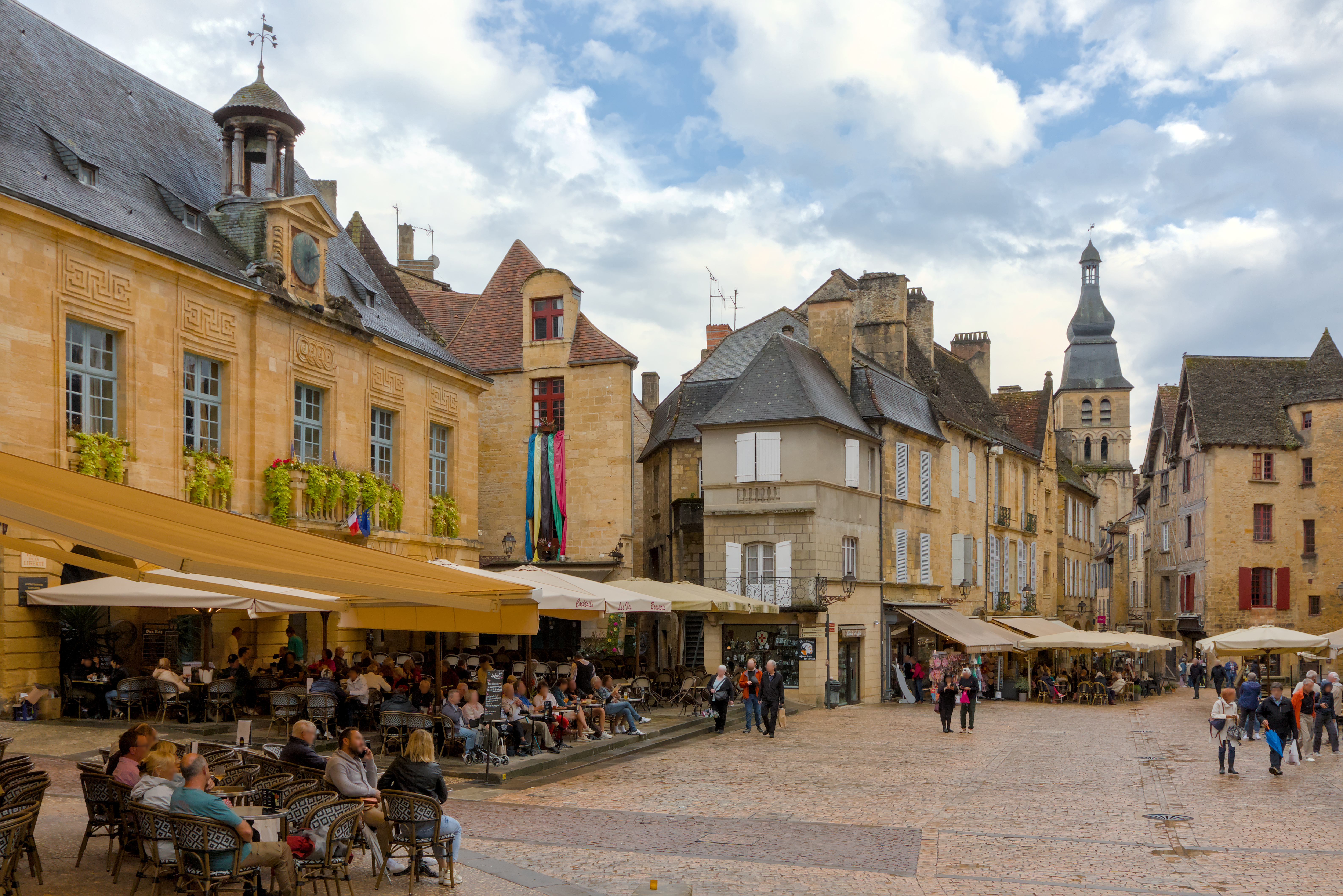
La place de la Liberté, avec l'Hôtel de Ville sur la gauche.
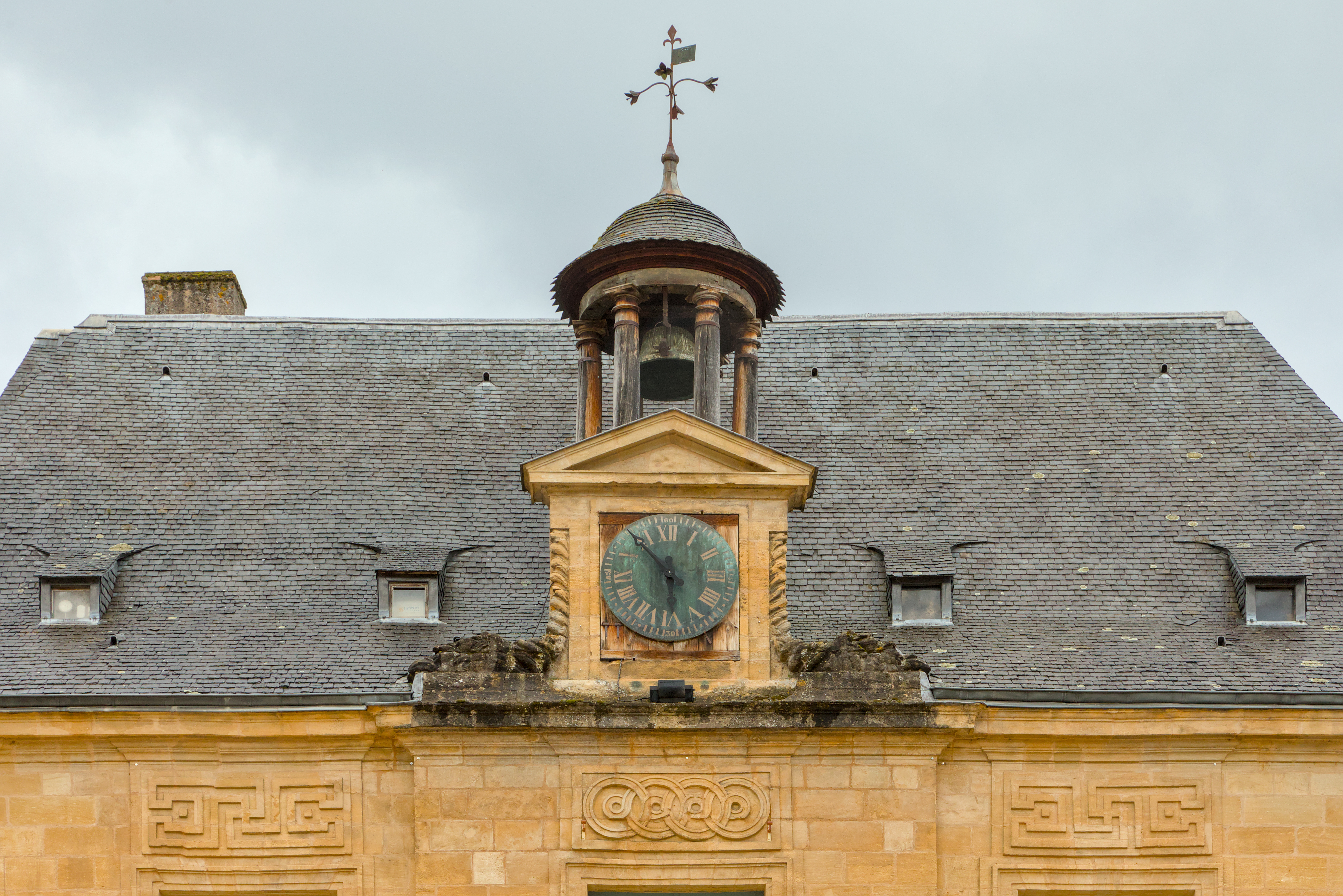
Lanternon et lucarnes de la façade occidentale de l'Hôtel de Ville.
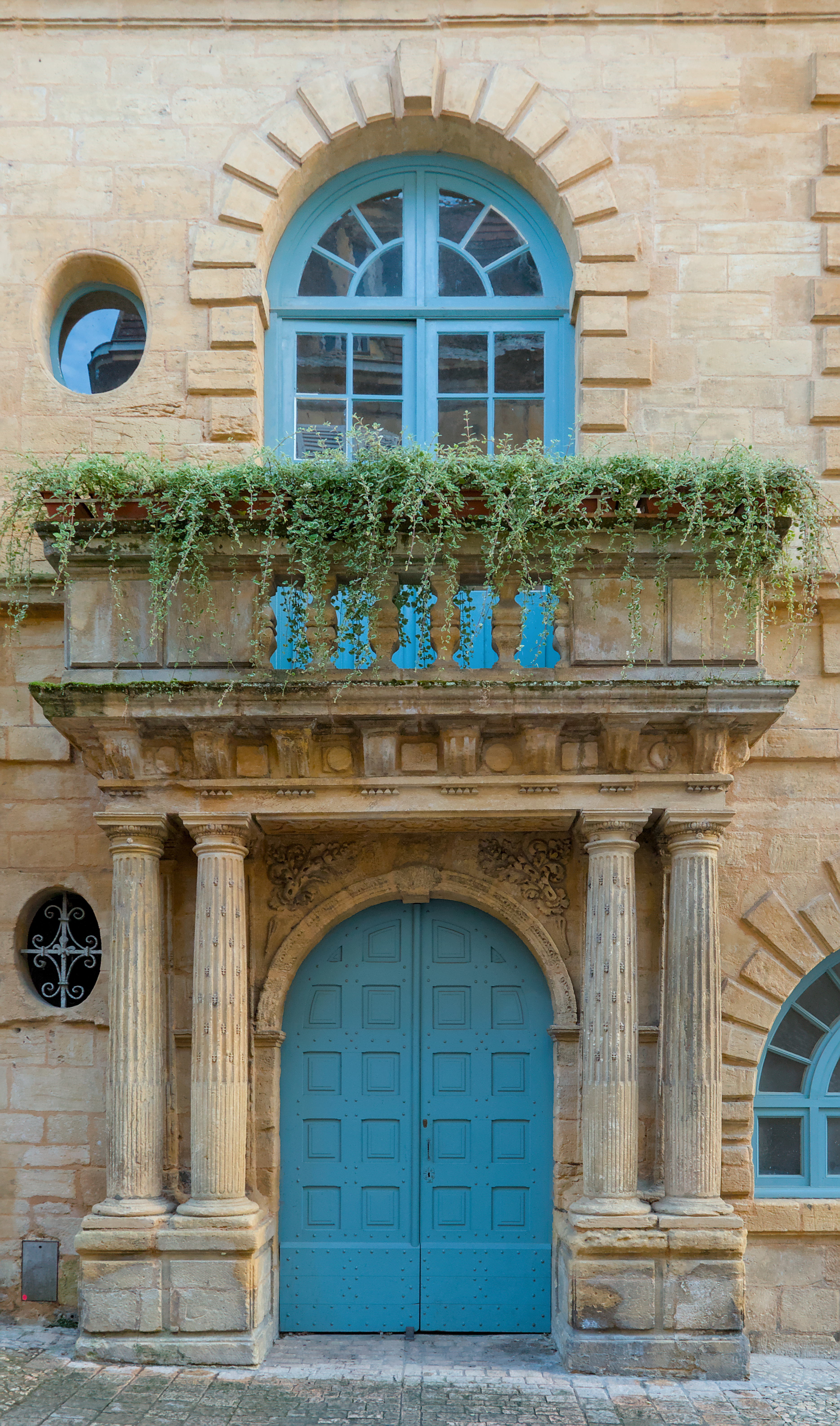
Portail nord.